# Comunisme primitiu
El comunisme primitiu, segons la teoria marxista del materialisme històric, és el règim econòmic de la fase preestatal que van tenir els humans quan estaven organitzats en bandes de caçadors-recol·lectors-pescadors. En aquest règim econòmic, la producció estava directament determinada per les necessitats col·lectives, i entre l'acte substancial de la creació i allò creat no hi havia cap mediació social i, per tant, cap ruptura epistemològica.
Es tractaria, segons Karl Marx, d'una etapa del desenvolupament de les formacions econòmicosocials caracteritzades pel baix nivell de desenvolupament de les forces productives, la propietat col·lectiva de les eines rudimentàries de producció i distribució igualitària dels productes; correspon a l'etapa gentilícia de la societat, en la qual l'activitat laboral humana es basava en la cooperació simple. Per a Marx, aquest tipus de producció col·lectiva o cooperativa era, naturalment, el resultat del desemparament en què es trobava l'individu aïllat, i no de la socialització dels mitjans de producció. Com a conseqüència, l'humà primitiu no podia concebre la possibilitat d'una propietat privada de les eines de producció, que li servien també per a defensar-se de les feres, que li pertanyessin en propietat personal. Un treball tan primitiu no creava excedent després de cobrir les necessitats més bàsiques i aquesta inexistència d'excedent impedia del tot l'explotació de l'humà per l'humà.